# Antonia Prebble
Antonia Mary Prebble (Wellington, 6. lipnja 1984.), novozelandska glumica.

## Privatni život
U svojoj obitelji, ona je srednje dijete. Ima stariju sestru i mlađeg brata. Otac joj je John Prebble, profesor na Victoria sveučilištu u Wellingtonu, a majka joj se zove Nicola Mary Riddiford.

## TV karijera
Pokazala je interes da glumi u ranoj dobi, a dosad je glumila u mnogo serija. Najpopularniji lik koji je glumila je sigurno Trudy u seriji Pleme (TV serija). U kasnim 90-ima, Antonia je počela raditi za novozelandske produkcijske kompanije u serijama kao što su Ogledalce, ogledalce i Pleme, a kasnije u Power Rangers: Dino Thunder, SPD i Mystic Force. Antonia je također bila tv prezenter u novozelandskoj emisiji za djecu What Now? (Što sad?) 

## Filmografija
- "Ogledalce, ogledalce 2" (serija, 1997.),
- "A twist in a tale: A crack in time" (serija, 1999.),
- "Pleme" (serija, 1999.),
- "Dark Knight" (serija, 2001.),
- "What Now TV?" (serija 2001.),
- "Power Rangers Dino Thunder" (serija, 2004.),
- "Futile Attraction" (serija, 2004.),
- "Outrageous Fortune" (serija, 2005.-2006.),
- "Power Rangers SPD" (serija, 2005.),
- "Power Rangers Mystiic Force" (serija, 2006.).

## Vanjske poveznice
- Antonia Prebble u internetskoj bazi filmova IMDb-u (engl.)